# Ромос
Ромос (рум. Romos) — село у повіті Хунедоара в Румунії. Адміністративний центр комуни Ромос.
Село розташоване на відстані 270 км на північний захід від Бухареста, 28 км на схід від Деви, 107 км на південь від Клуж-Напоки.

## Населення
За даними перепису населення 2002 року у селі проживали 1160 осіб.
Національний склад населення села:
| Національність | Кількість осіб | Відсоток |
| -------------- | -------------- | -------- |
| румуни         | 1055           | 90,9%    |
| цигани         | 74             | 6,4%     |
| німці          | 25             | 2,2%     |
| угорці         | 6              | 0,5%     |

Рідною мовою назвали:
| Мова      | Кількість осіб | Відсоток |
| --------- | -------------- | -------- |
| румунська | 1137           | 98,0%    |
| німецька  | 19             | 1,6%     |